# Ковальов Анатолій Гаврилович
Анатолій Гаврилович Ковальов (нар. 18 травня 1923, станиця Гнилівська, тепер у складі міста Ростов-на-Дону, Російська Федерація — 17 січня 2002, Москва) — радянський державний діяч, дипломат, поет, заступник, 1-й заступник міністра закордонних справ СРСР. Член Центральної Ревізійної комісії КПРС у 1986—1990 роках.

## Життєпис
Народився в станиці Гнилівській Донської області (за іншими даними — в місті Москві).
Трудову діяльність розпочав у 1941 році освітлювачем «Большего театра» Москви.
Член ВКП(б) з 1945 року.
У 1948 році закінчив Московський державний інститут міжнародних відносин МЗС СРСР. Одночасно з 1943 року заочно навчався в Літературному інституті імені Горького в семінарі Іллі Сельвінського.
У 1948—1949 роках — старший референт в центральному апараті Міністерства закордонних справ СРСР.
У 1949—1953 роках — в апараті політичного радник Радянської контрольної комісії в Німеччині.
У 1953—1955 роках — в апараті Верховного комісара СРСР у Німеччині і в посольстві СРСР у Німецькій Демократичній Республіці.
У 1955—1958 роках — 1-й секретар, радник, співробітник Третього європейського відділу МЗС СРСР.
У 1958—1965 роках — помічник міністра закордонних справ СРСР Андрія Громика, керівник групи радників при міністрі закордонних справ СРСР.
У 1965—1971 роках — завідувач Першого європейського відділу Міністерства закордонних справ СРСР (Франція, Італія, Іспанія, Бельгія, Швейцарія, Нідерланди та ін.). З 1966 року — член колегії МЗС СРСР.
У 1971—1986 роках — заступник міністра закордонних справ СРСР. Одночасно в 1971—1985 роках — начальник Управління планування зовнішньополітичних заходів МЗС СРСР.
Очолював радянські делегації на 2-му етапі Наради з безпеки і співробітництва в Європі, в ході якого був узгоджений Заключний акт НБСЄ, і на Мадридській зустрічі держав учасниць НБСЄ. Архітектор радянської європейської політики, людина «розрядки», виступав за зменшення військового протистояння в Європі між Організацією Варшавського договору та НАТО.
У 1986—1991 роках — 1-й заступник міністра закордонних справ СРСР.
З 1991 року — персональний пенсіонер у місті Москві. З 1992 року — радник міністра закордонних справ Російської Федерації.
З 1977 року регулярно публікувався як поет. Був лауреатом кількох конкурсів «Пісня року» як автор текстів пісень. Член Спілки письменників Росії.
Помер 17 січня 2002 року. Похований на Новодівочому цвинтарі в Москві.

## Основні праці
- «Азбука дипломатії» (1965, 1968, 1977, 1984, 1988, 1993)
- «Безсонна артерія». (1981)
- «Раптом» (1982)
- «Діалектика душі» (1991)
- «Нещадна земля» (1996)
- «Мистецтво можливого. Спогади» (2016)

## Нагороди і звання
- орден Леніна (1983)
- два ордени Жовтневої Революції (1971, 1977)
- три ордени Трудового Червоного Прапора (1966, 1973, 1975)
- медалі
- Державна премія СРСР (1976)
- надзвичайний і повноважний посол СРСР (1968)
- заслужений працівник дипломатичної служби Російської Федерації (2000)